# Liste der Kulturdenkmäler in Hümmel
In der Liste der Kulturdenkmäler in Hümmel sind alle Kulturdenkmäler der rheinland-pfälzischen Ortsgemeinde Hümmel einschließlich der Ortsteile Blindert, Heistert, Marthel und Pitscheid aufgeführt. In den Ortsteilen Bröhlingen und Falkenberg sind keine Kulturdenkmäler ausgewiesen. Grundlage ist die Denkmalliste des Landes Rheinland-Pfalz (Stand: 12. Juni 2023).

## Einzeldenkmäler
| Bezeichnung                     | Lage                                               | Baujahr                  | Beschreibung                                                                                     | Bild                           |
| ------------------------------- | -------------------------------------------------- | ------------------------ | ------------------------------------------------------------------------------------------------ | ------------------------------ |
| Hofanlage                       | Blindert, Waldweg 15 Lage                          | 1793                     | Hakenhof, Fachwerkwohnhaus, bezeichnet 1793                                                      | BW                             |
| Hofanlage                       | Heistert, Kapellenstraße 1 Lage                    | 1697                     | Hakenhof; Fachwerkhaus, Ständerbau, bezeichnet 1697, wohl eher aus dem 18. Jahrhundert, Backofen | BW                             |
| Wohnhaus                        | Hümmel, Lenzenweg, zu Nr. 2 Lage                   | 19. Jahrhundert          | eingeschossiges Fachwerkhaus, Backofen, 19. Jahrhundert                                          | BW                             |
| Katholische Kirche St. Cyriacus | Hümmel, Münstereifeler Straße Lage                 | um 1790                  | Westturm, um 1790, Inschrift bezeichnet 1820, Stufenhalle, 1869–72                               | weitere Bilder Fotos hochladen |
| Friedhofskreuz                  | Hümmel, Münstereifeler Straße, bei der Kirche Lage | 1793                     | Friedhofskreuz, bezeichnet 1793                                                                  | BW                             |
| Wohnhaus                        | Marthel, Bergstraße 6a Lage                        | 19. Jahrhundert          | Fachwerkhaus, teilweise massiv, 19. Jahrhundert                                                  | BW                             |
| Wegekreuz                       | Marthel, an der K 13 Lage                          | 1938                     | Wegekreuz, bezeichnet 1938                                                                       | BW                             |
| Katholische Kapelle St. Barbara | Pitscheid, Kapellenstraße Lage                     | 1727                     | Saalbau, bezeichnet 1727, Erweiterung 1922/23, Architekt Theodor Wildeman                        | weitere Bilder Fotos hochladen |
| Wohnhaus                        | Pitscheid, Kapellenstraße 26 Lage                  | 19. Jahrhundert          | Fachwerkhaus, 19. Jahrhundert                                                                    | BW                             |
| Hofanlage                       | Pitscheid, Kapellenstraße 33 Lage                  | 18. oder 19. Jahrhundert | Vierkanthof; Fachwerkhaus, teilweise massiv, 18. oder 19. Jahrhundert                            | BW                             |